# Argyroderma theartii
Argyroderma theartii är en isörtsväxtart som beskrevs av E. Von Jaarsveld. Argyroderma theartii ingår i släktet Argyroderma och familjen isörtsväxter. Inga underarter finns listade i Catalogue of Life.